# San Felipe Jalapa de Díaz
San Felipe Jalapa de Díaz è un comune del Messico, situato nello stato di Oaxaca.